# Actinothuidium hookeri
Actinothuidium hookeri är en bladmossart som beskrevs av Brotherus 1908. Actinothuidium hookeri ingår i släktet Actinothuidium och familjen Thuidiaceae. Inga underarter finns listade i Catalogue of Life.